# 300 Geraldina
Geraldina (asteroide 300) é um asteroide da cintura principal com um diâmetro de 80,18 quilómetros, a 3,0392273 UA. Possui uma excentricidade de 0,0523735 e um período orbital de 2 097,88 dias (5,75 anos).
Geraldina tem uma velocidade orbital média de 16,63143573 km/s e uma inclinação de 0,74031º.
Esse asteroide foi descoberto em 3 de Outubro de 1890 por Auguste Charlois.